# Säynäjäsuon - Matalasuon alue
Säynäjäsuon - Matalasuon alue este o arie protejată (arie specială de conservare — SAC, sit de importanță comunitară — SCI, arie de protecție specială avifaunistică — SPA) din Finlanda întinsă pe o suprafață de 1.094 ha, integral pe uscat.

## Localizare
Centrul sitului Säynäjäsuon - Matalasuon alue este situat la coordonatele 64°48′11″N 29°03′38″E / 64.8031°N 29.0606°E.

## Înființare
Situl Säynäjäsuon - Matalasuon alue a fost declarat sit de importanță comunitară în august 1998 pentru a proteja 30 de specii de animale. Alte tipuri de protecție:
- arie de protecție specială avifaunistică (în august 1998)[2]
- arie specială de conservare (în aprilie 2015)[1][3][4]

## Biodiversitate
Situată în ecoregiunea boreală, aria protejată conține 7 habitate naturale: Turbării active, Mlaștini turboase de tranziție și turbării mișcătoare, Izvoare fino-scandinave și mlaștini produse de izvoare bogate în minerale, Mlaștini alcaline, Turbării Aapa, Taiga vestică, Mlaștini împădurite.
La baza desemnării sitului se află mai multe specii protejate de  păsări (30): rață sulițar (Anas acuta), ciuf de câmp (Asio flammeus), cocoșul de mesteacăn (Bonasa bonasia), șorecarul comun (Buteo buteo), prundaș de nămol (Calidris falcinellus), bătăuș (Calidris pugnax), erete vânăt (Circus cyaneus), lebădă de iarnă (Cygnus cygnus), ciocănitoare neagră (Dryocopus martius), șoim de iarnă (Falco columbarius), cufundar polar (Gavia arctica), cufundar mic (Gavia stellata), cocor (Grus grus), Larus fuscus fuscus, pescăruș râzător (Larus ridibundus), becațină mică (Lymnocryptes minimus), Mergellus albellus, codobatura galbenă (Motacilla flava), viespar (Pernis apivorus), notatița cu ciocul subțire (Phalaropus lobatus), ciocănitoare de munte (Picoides tridactylus), ploier auriu (Pluvialis apricaria), corcodel-urechiat (Podiceps auritus), chiră de baltă (Sterna hirundo), Sterna paradisaea, Strix nebulosa,  cocoș de munte (Tetrao urogallus), fluierar negru (Tringa erythropus), fluierar de mlaștină (Tringa glareola), fluierarul cu picioare roșii (Tringa totanus).
Pe lângă speciile protejate, pe teritoriul sitului au mai fost identificate 2 specii de plante, 1 specie de pești.